# Дорсет (культура)

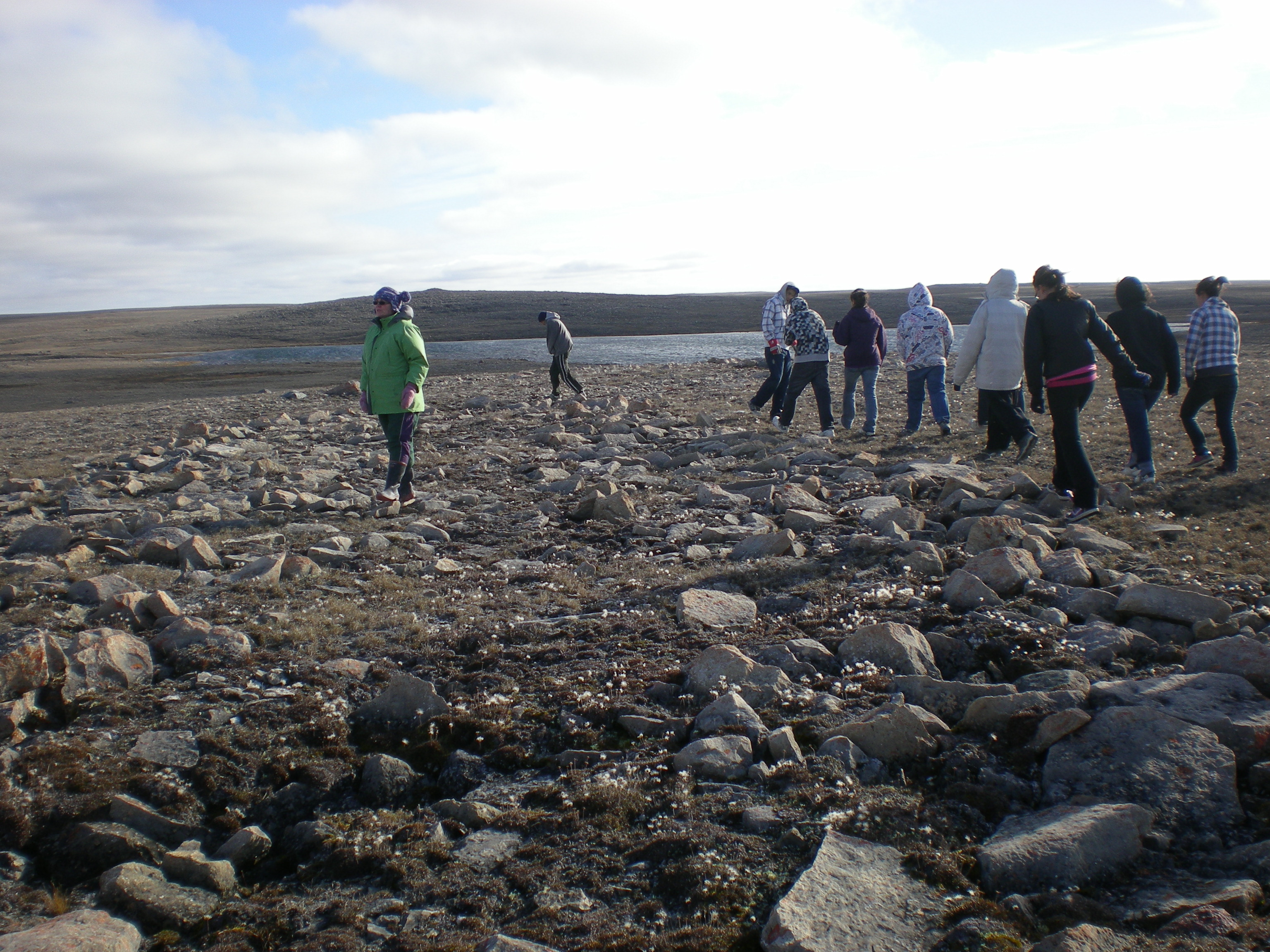
Следы каменного длинного дома эпохи Дорсет в Кеймбридж-Бей, территория Нунавут

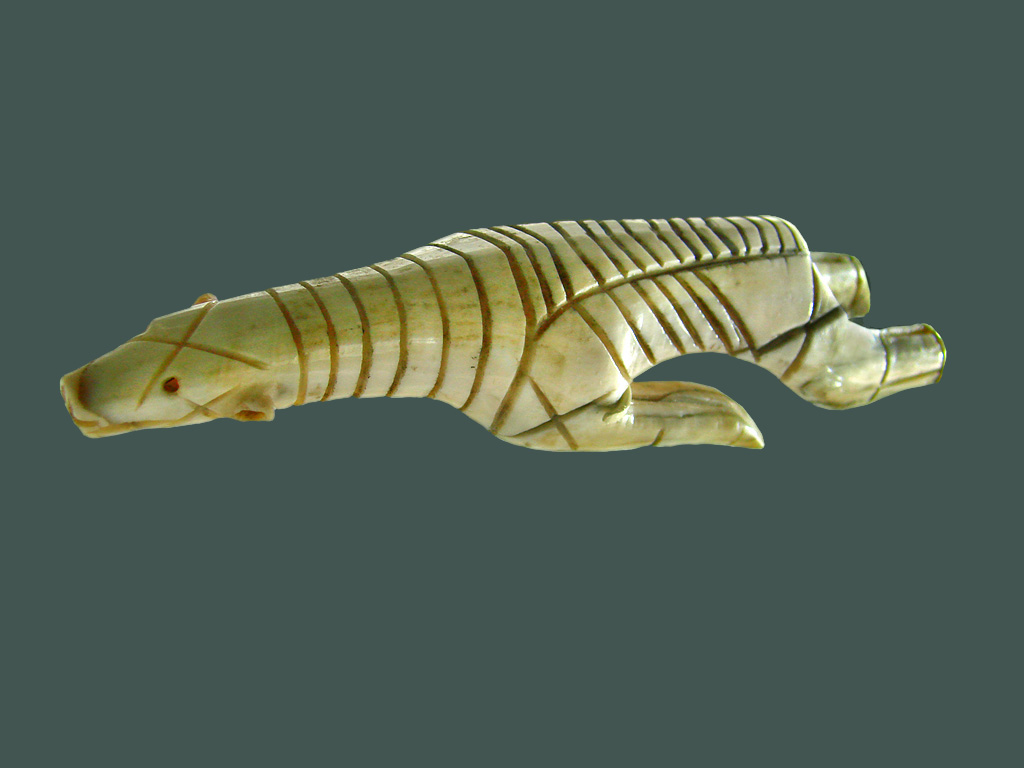
Вырезанная из кости фигура белого медведя

Дорсет — археологическая культура (начало 1-го тысячелетия до н. э. — начало 2-го тысячелетия н. э.), открытая в 1925 году на мысе Дорсет, Баффинова Земля. Была распространена на крайнем северо-востоке Канады, Канадском Арктическом архипелаге, а также в западной и северо-восточной Гренландии, и предшествовала появлению там эскимосов.

## Отличие от эскимосов
Первоначально исследователи рассматривали дорсетскую культуру как ранний период развития эскимосов, однако позднее были найдены свидетельства, исключающие такую трактовку.
Дорсетская культура была впервые выделена как самостоятельная культура в 1925 году. Считается, что культура исчезла самое позднее к 1500 г., хотя возможна и более ранняя датировка исчезновения, около 1000 г. Эскимосы культуры Туле, которые начали мигрировать на восток из Аляски в XI в., постепенно заняли все те земли, которые занимали дорсетцы. Обнаруженные материальные свидетельства не позволяют однозначно судить, встречались ли вообще эскимосы с дорсетцами.
В отличие от культуры Туле и эскимосов, дорсетцы не содержали собак и не промышляли крупных китов. Предположительно, они не знали луков и стрел, и главным объектом охоты для них были тюлени, реже — олени-карибу и белые медведи. Иногда им удавалось добыть моржа или нарвала.
Современные генетические исследования показали, что дорсетцы отличались от более позднего населения, и что «практически отсутствуют свидетельства генетического или культурного взаимодействия между представителями культур Дорсет и Туле».

## Возможные упоминания в фольклоре и сагах
Инуитские легенды упоминают некий народ под названием Tuniit (единственное число Tuniq) или Sivullirmiut, «первые поселенцы». Согласно легендам, «первые поселенцы» были исключительно высокого роста, во всяком случае выше и сильнее, чем инуиты, однако избегали общения с ними и легко обращались в бегство. В некоторых легендах тунииты, напротив, изображаются низкорослыми и коренастыми. В качестве доказательства недюжинной силы туниитов эскимосы демонстрируют большие камни, которые те использовали для постройки домов. Как утверждалось, один туник может унести на плечах целую тушу моржа. Речь туниитов описывалась как понятная эскимосам, но невнятная, словно у маленьких детей. Легенды обычно характеризуют их как робких и глуповатых, реже — как опасных и коварных врагов. Иногда им приписывались фантастические или звероподобные черты.
В инуитских преданиях судьба туниитов описывается по-разному: иногда говорится, что они ушли в неведомые страны, иногда — что они и по сей день живут в Гренландии, просто очень умело прячутся. Третьи легенды объясняют их исчезновение прозаичнее: инуиты сражались с первопоселенцами и истребили их. Возможность браков между инуитами и туниитами и ассимиляции последних все рассказчики единогласно отрицают.
Существует, впрочем, и гипотеза о том, что под туниитами подразумевается просто другая этническая группа эскимосов, и никакого отношения к дорсетцам тунииты не имеют. По другой версии, тунииты — это сильно искажённый образ гренландских скандинавов (они действительно жили в Гренландии ещё до эскимосов), что весьма сомнительно (в эскимосских легендах скандинавы упоминаются под названием «кавдлунаит», и никоим образом не смешиваются с туниитами).
Предполагается, что скандинавские поселенцы в Гренландии и в Северной Америке (колония Винланд) встречали как эскимосов, так и, возможно, дорсетцев, которых они называли скрелингами.

## Характеристика
Для Дорсет характерны: небольшие наконечники поворотных гарпунов с 4-угольным гнездом для древка, двумя боковыми или одной срединной шпорой и прорезанными дырочками для линя; остроги, иглы; преобладание оббитых каменных орудий над шлифованными; каменные лампы; скульптура из кости, бивня и дерева, нарезной линейный орнамент. Племена Дорсет охотились на тюленя, моржа, карибу. Установлено 5 периодов развития культуры. В последнем периоде проявляются черты эскимосской культуры Туле и соседних индейских племён. Культуры Дорсет и Туле в северо-восточной Канаде и в Гренландии существовали одновременно между 800 и 1200 нашей эры, после чего Туле сменила Дорсет.
В поселении Нанук (Nanook site) культуры Дорсет на юге Баффиновой Земли был обнаружен каменный тигель для плавки бронзы, аналогичный двум европейским каменным тигелям из Ирландии (Гарранс) и Норвегии (Ругаланн).
Предположительно, авторами петроглифов на острове Каярталик были дорсетцы — остров мог быть для них священным. Наличие петроглифов, амулетов и резных масок свидетельствует о развитых шаманских традициях.

## Исчезновение культуры
Причиной исчезновения культуры Дорсет в Канаде и Гренландии, скорей всего, стала экспансия культуры Туле, индейских племён и гренландцев-скандинавов. Все эти пришельцы превосходили дорсетцев и численностью, и технологическим уровнем, отчего соперничать с ними дорсетцы не смогли.
Не исключено, что ныне исчезнувшая народность садлермиут, изолированно обитавшая на островах Гудзонова залива, происходила от людей культуры Дорсет (правда, с сильным культурным и генетическим влиянием эскимосов).